# Nanohammus subfasciatus
Nanohammus subfasciatus là một loài bọ cánh cứng trong họ Cerambycidae.